# Via dell'Anguillara
Via dell'Anguillara è una strada del centro storico di Firenze. Più o meno parallela all'Arno, va da piazza Santa Croce a piazza San Firenze. Lungo il tracciato si innestano via de' Bentaccordi, via Torta, via Filippina e via dell'Acqua.

## Storia

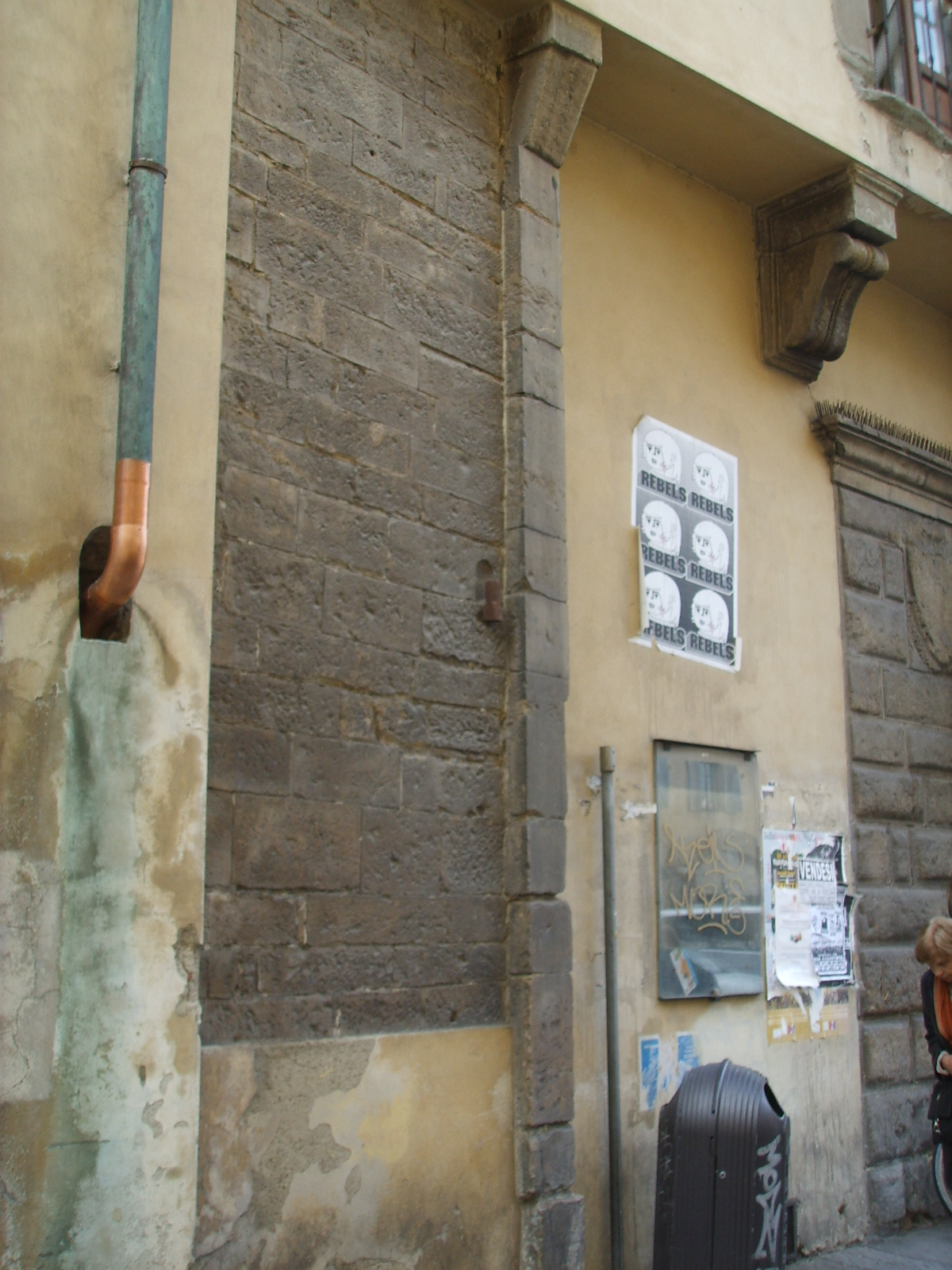
Il cardine dell'antica porta

La strada nacque come direttrice secondaria che usciva dalle mura romane (da quella che nel medioevo era detta la postierla del Garbo, dal nome di una famiglia che aveva le case in quella zona) e che conduceva all'anfiteatro romano. Mentre le rovine di tale edificio diventavano case e palazzetti, verso il 1175 la zona venne inclusa nelle nuove mura e in fondo alla strada venne aperta la porta d'Isola d'Arno, con riferimento a un isolotto formato da due canali che convogliavano in Arno e che alimentavano i fossati delle mura, isolotto in cui nel 1226-1228 si installarono i Francescani fondando quello che poi diventerà il grande convento di Santa Croce. La porta era detta anche di San Simone, dalla vicina chiesa di San Simone. Eccezionale è la sopravvivenza, all'inizio della strada sul fianco di palazzo Cocchi Serristori, di un tratto della muratura dell'antica porta con ancora uno dei cardini su cui veniva installato il battente, risalente all'epoca di Dante Alighieri. 
Anticamente la strada aveva più nomi: verso piazza Santa Croce a via de' Bentaccordi si chiamava via del Parlagio/Parlascio, in quanto attraversava l'antico anfiteatro romano, detto volgarmente così dal latino perilasium (a sua volta dal greco antico περιελάσον/perieláson, "spazio circolare"): oggi questo nome è dato a un'altra via poco distante. Nel Settecento questo stesso tratto è attestato come "via dei Cocchi", dal nome della famiglia che possedeva il palazzo Cocchi qui presente. Venne chiamato anche "via delle Tinte", con riferimento ai tintori della Lana, a cui è dedicato anche il vicino corso dei Tintori.
Il restante tratto sembra aver avuto da lungo tempo il nome di Anguillara, che attualmente si tende a spiegare con la presenza lungo il suo tracciato del palazzo donato nel 1435 dal Comune di Firenze al capitano di ventura Baldaccio d'Anghiari conte dell'Anguillara. È comunque da registrare come la denominazione appaia indicare il luogo ben prima del fatto, già agli inizi del Duecento, di modo che prenderebbe sempre più forza la tesi che ricorda come il termine "anguillare" indicasse i tralci delle viti raccolti a mazzo: tenendo presente come in questa stessa zona sia registrata una via della Vigna Vecchia, si può ipotizzare non solo una possibile origine del toponimo ma anche immaginare "che anche questa strada, una volta, non fosse che una viottola tra filari di viti". 
Rimane comunque evidente il diverso carattere dei due attuali tratti, dovuto appunto ai vincoli imposti alle costruzioni in fregio al primo dai ruderi dell'antico anfiteatro (il che spiega anche l'andamento irregolare del tracciato), ben leggibili in pianta per l'arco determinato senza soluzione di continuità da piazza de' Peruzzi, via de' Bentaccordi e via Torta.

## Descrizione
La strada è pavimentata a lastrico, e presenta ai lati due brevi marciapiedi. Il passaggio di pedoni (in particolare turisti) è oltremodo sostenuto, rappresentando la via un'importante arteria di collegamento tra piazza Santa Croce e piazza della Signoria.

### Edifici
| Immagine | N°    | Nome                            | Descrizione |
| -------- | ----- | ------------------------------- | --- |
|          | s.n.  | Palazzo Cocchi-Serristori       | Opposto alla basilica, a forma di cubo con una elegante facciata, il palazzo è frutto di trasformazioni di diversi secoli. Costruito sui resti dell'anfiteatro a partire da un gruppo di case dei Peruzzi, fu ristrutturato da Giuliano da Sangallo nel 1463 su commissione della famiglia Cocchi, vicina a Lorenzo il Magnifico. Subì vari passaggi di proprietè e oggi è sede del Quartiere 1 di Firenze. Su via dell'Anguillara si vedono uno stemma abraso, che dovette essere dei Peruzzi, e il cardine dell'antica porta nelle mura dell'epoca di Dante. |
|          | s.n.  | Casa Chiavacci                  | L'edificio, che segna le cantonate di piazza Santa Croce e di borgo dei Greci, conserva al piano terreno le bozze di pietra della fabbrica trecentesca, con gli scudi recanti l'arme de' Peruzzi. Questi appaiono scolpiti nella pietraforte (complessivamente in numero di quattro, due a guardare la piazza e uno per ciascun affaccio sulle via a lato), ancora leggibili per quanto deteriorati e consunti dal tempo, a indicare un altro dei molti possedimenti della famiglia nella zona. Vicino agli stemmi si trovano anche i pietrini dei Capitani di Orsanmichele (ŐSM), a ricordare il loro antico possesso dell'edificio. |
|          | 4     | Casa                            | L'edificio si presenta con un fronte dalle forme sufficientemente anonime, assunte nel corso di un rifacimento ottocentesco. Sul retro, che guarda a via Torta e segue il perimetro dell'anfiteatro romano, qualche vestigia dei tempi antichi, compreso un ambiente voltato con peducci quattrocenteschi. |
|          | 7     | Casa Peruzzi                    | Si tratta di un grande edificio, più volte rimaneggiato e oggi in precario stato di conservazione, che tuttavia mostra tracce delle origini trecentesche. Gli antichi fornici che ne segnano il piano terreno danno accesso a locali oggi adibiti ad attività commerciali. Sopra uno di questi è uno scudo con l'arme dei Peruzzi (d'azzurro, a sei pere d'oro, picciolate e fogliate di due pezzi di verde), protetto da un terrazzino di disegno ottocentesco. |
|          | 9     | Casa                            | "Un muro basso coronato da terrazza a beccatelli, al n. 9, sembra conservare addirittura un carattere agreste". Così il repertorio di Bargellini e Guarnieri segnala l'edificio, nel tentativo di restituire lo spirito della via nei tempi antichi che, appunto, doveva essere quello di "una viottola tra filari di viti" che attraversava il perimetro di quello che era stato l'antico anfiteatro romano. |
|          | 15    | Casa                            | L'edificio, per quanto sorto su preesistenze medioevali, si presenta con una facciata sufficientemente anonima, conferitagli da interventi sette/ottocenteschi, che si sviluppa su cinque piani per tre assi. La letteratura segnala insistentemente il luogo in relazione a una memoria esistente sul lato di via de' Bentaccordi, posta in occasione del quarto centenario della nascita di Michelangelo Buonarroti, nel 1875, che ricorda come in questa casa l'artista vivesse "gli anni della sua giovinezza". L'individuazione della casa, sarebbe avvalorata dalla dichiarazione resa da Francesco e Ludovico Buonarroti per il catasto del 1480: "Tegnamo a pigione una casa per nostro abitare nel popolo di S. Pulinari (Sant'Apollinare) nella via de' Bentachordi".                                                             |
|          | 20r   | Palazzo Benvenuti da Rondine    | Il grande edificio si stende lungo il profilo dell'anfiteatro lungo via Torta, creando uno sprone appuntito in corrispondenza di via dell'Anguillara, dove si trova un bello scudo con l'arme della famiglia Benvenuti del gonfalone Bue di Santa Croce, appeso con nastri svolazzanti ad una mensola a foglie d'acanto. |
|          | s.n.  | Palazzo Gondi de Prat           | Il grande edificio, che costeggia via dell'Anguillara e che ha l'ingresso principale in via Torta e un fronte secondario su via delle Burella, è evidentemente frutto di accorpamenti di varie case, e di numerosi rimaneggiamenti, benché l'attuale carattere possa dirsi seicentesco. La piacevole loggetta neoclassica che si sporge come una prua tra via Torta e via delle Burella è frutto invece di un intervento dovuto all'architetto Giuseppe Martelli, databile al 1840 circa. Attualmente l'edificio, acquistato nel 1991 dall'Ente Nazionale Previdenza e Assistenza ai Dipendenti Statali (ENPAS), divenuto poi sede della direzione regionale dell'Istituto Nazionale di Previdenza per i Dipendenti della Amministrazione Pubblica (INPDAP), è nelle disponibilità dell'Istituto Nazionale della Previdenza Sociale (INPS). |
|          | 17    | Casa                            | L'edificio, di dimensioni contenute, è stato oggetto di un intervento di restauro negli anni settanta, che ha consentito di mettere in luce una porzione della facciata antica, con archi ribassati e filaretto, a indicare nel luogo la presenza di una casa trecentesca. È così apprezzabile, come in altri casi nella zona, come l'edificio sia il risultato di un ampliamento in altezza e in profondità di un'antica casa a schiera medioevale. Al mezzanino si trova un tondo in pietra con cornice a corda, probabilmente non originale: vi si intravere una lettera "O" a destra, che farebbe pensare a un pietrino dei Capitani di Orsanmichele rimontato al contrario. |
|          | 19-21 | Palazzo Pieri Ginori            | Eretto su case preesistenti che avevano l'affaccio sull'attuale via Borgognona, dovette avere una prima configurazione unitaria in età rinascimentale, come indicano vari elementi presenti nella piccola corte e negli interni. Probabilmente ampliato nel corso del Seicento, quando era proprietà della famiglia Bardi della Scarperia, ebbe poi l'attuale disegno nel 1775, su progetto dell'architetto Gasparo Maria Paoletti e commissione di Giovanni d'Andrea Ginori. Sulla facciata, con le finestre incorniciate da bozze di pietra, sono due scudi con i campi privi di arme, probabilmente un tempo dipinti. Uno stemma Ginori è comunque presente nella corte, a guardare un pozzo seicentesco. Restaurato nel 1981, l'edificio ospita attualmente vari uffici del Tribunale Ordinario di Firenze.                             |
|          | 23    | Palazzo Baccelli                | Il grande edificio si propone sulla via quasi senza soluzione di continuità con il fronte del palazzo Ginori che lo precede. Messo in relazione con l'attività di Bartolomeo Ammannati (ovvero di un suo più tardo seguace), è sicuramente da considerare una testimonianza importante dell'architettura manierista fiorentina. Ostenta sulla facciata uno scudo con l'arme della famiglia Baccelli, originaria di Peretola, che ne fu proprietaria. Il palazzo appare nell'elenco redatto nel 1901 dalla Direzione Generale delle Antichità e Belle Arti, quale edificio monumentale da considerare patrimonio artistico nazionale. |
|          | 14    | Palazzo di Baldaccio d'Anghiari | Il palazzo apparteneva in antico ai Riccialbani che, nel 1498, lo vendettero ai Pepi. Un'altra ricostruzione lo evidenziava come donato dal Comune di Firenze nel 1435 a Baldaccio d'Anghiari conte dell'Anguillara, capitano di ventura. Passato comunque per molte proprietà, pur avendo avuto origine tra Duecento e Trecento, si presenta attualmente nelle forme assunte a seguito di un rimaneggiamento cinquecentesco, almeno per quanto concerne il fronte principale su via dell'Anguillara. Gli interni sono viceversa segnalati dalla letteratura per le belle decorazioni riferibili al Settecento. |
|          | 16    | Casa                            | L'edificio determina la cantonata con via dell'Acqua: sviluppato per tre piani, con un solo asse su via dell'Anguillara e due su via dell'Acqua, mostra un volume che sembrerebbe rimandare ad una antica torre. Della sua storia, d'altra parte, dicono le ampie porzioni in pietra riportate a vista al terreno e isolate sulle superfici intonacate. In prossimità della cantonata è un tabernacolo architettonico in pietra serena, con un bassorilievo policromo in stucco della prima metà del Cinquecento. Sotto di esso si trova anche un ferro con una testina di cane a cui era appeso un anello: vista la sua altezza sembra effettivamente più destinato a legare un cane che un cavallo, ed è forse legato all'epoca in cui l'antistante palazzo dell'Anguillara era Casa della Posta.                                         |
|          | s.n.  | Complesso di San Firenze        | Tutto il lato sud del tratto più a ovest della strada è occupata dall'alta parete del complesso degli Oratoriani di San Filippo Neri, detto comunemente "di San Firenze" dal nome della piazza su cui affaccia, a sua volta intitolata così da una storpiatura del nome della chiesa di San Fiorenzo che si trovava anticamente su Borgo dei Greci. Il grande edificio fu costruito a più riprese tra il 1645 e 1772, ricorrendo ai migliori architetti presenti nel Granducato, tra cui Pietro da Cortona, Pier Francesco Silvani e Ferdinando Ruggieri. Su questo lato, interrotto dall'apertura di via Filippina (ma pure raccordato tramite un cavalcavia) si trovano le finestre della chiesa di San Filippo Neri. |

### Lapidi
Nella via non sono presenti lapidi. L'unica iscrizione che vi si leggeva era posta sulla buca delle elemosine che ancora esiste sul muro del complesso di San Firenze (oggi completamente abrasa ma riportata da Francesco Bigazzi):
| LIMOSINE PER IL LAVORIO DEI POVERI DELLA CONGREGAZIONE DI S. GIO . BATTISTA E.P I LAVORI |

La congregazione di San Giovanni Battista aiutava i poveri ad uscire dalla mendicità avviandoli a un mestiere (il "lavorio") e sostenendo gli inabili.

### Tabernacoli

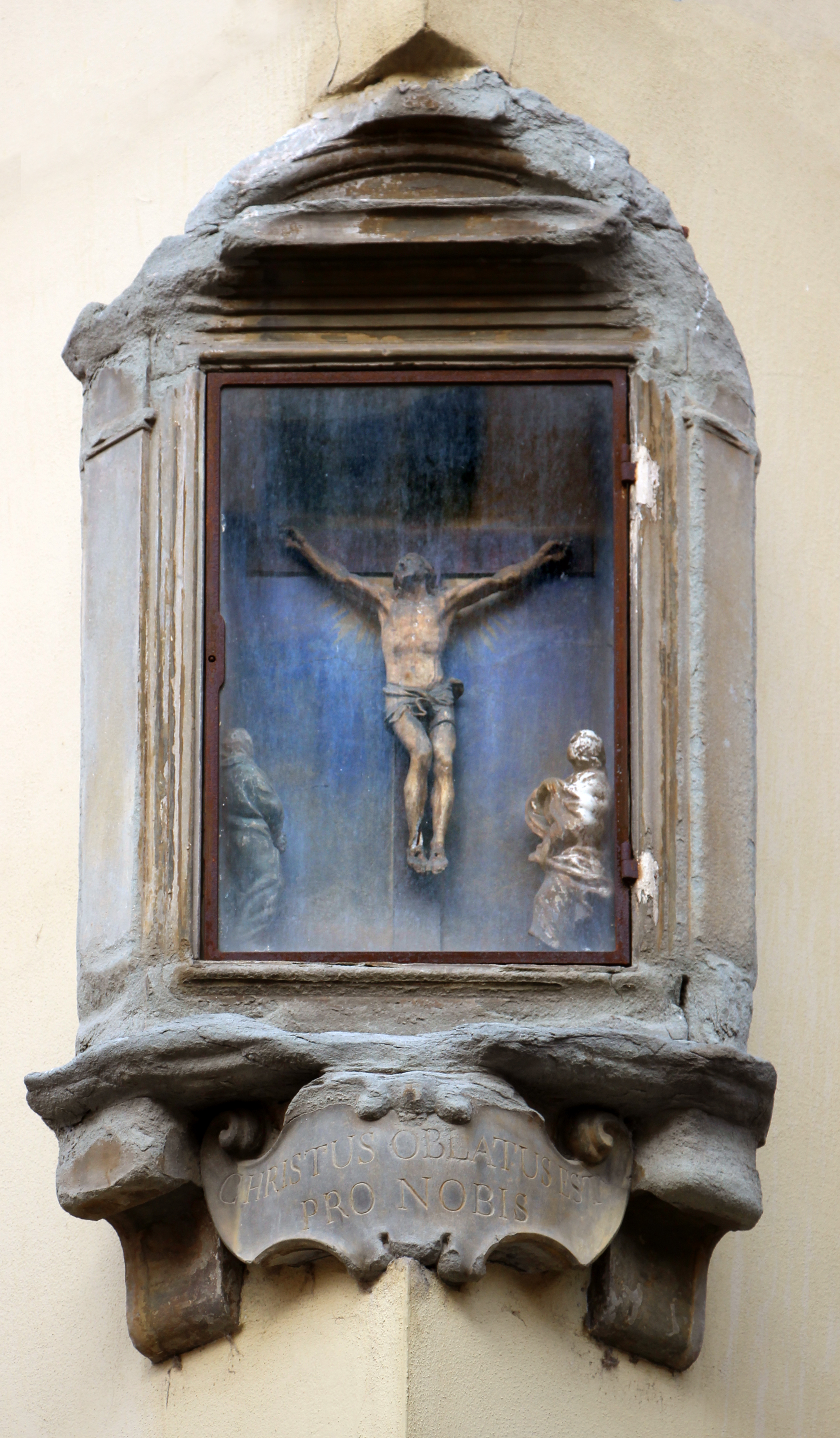
Il tabernacolo del Crocifisso

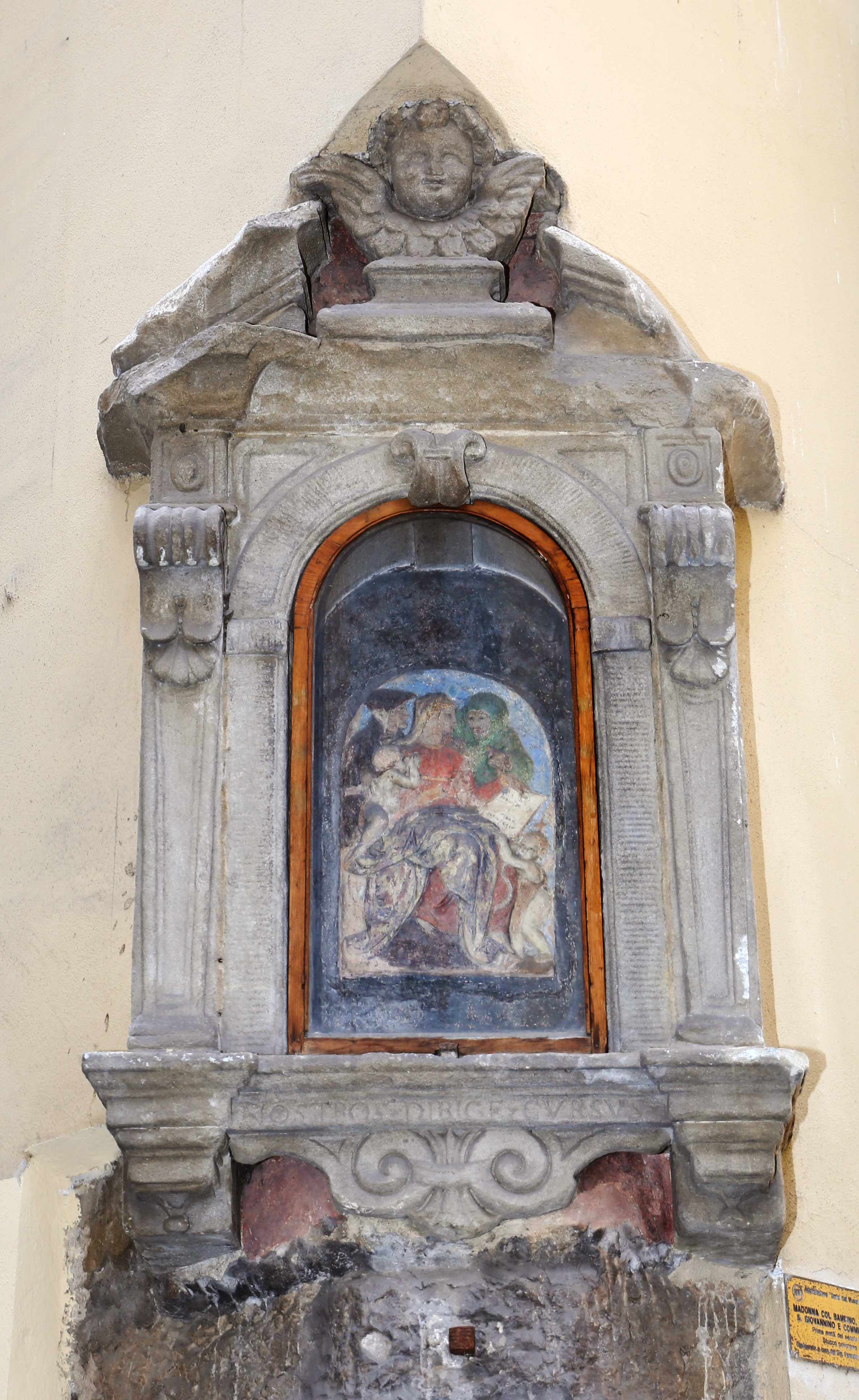
Tabernacolo della Madonna col Bambino coi ss. Giovannino, Anna e Gioacchino

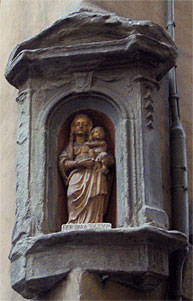
Tabernacolo della Madonna col Bambino al n. 14

Stranamente priva di lapidi, per una via lunga del centro antico, la strada è particolarmente ricca di tabernacoli.
Sulla cantonata con piazza San Firenze si trova una piccola ma elegante edicola, con cornice, timpano e mensole in pietra serena che ospita Cristo agonizzante sulla croce ai cui lati sono la Vergine Maria e san Giovanni Evangelista. L'opera, in terracotta policroma in altorilievo su fondo azzurro, è di manifattura fiorentina del XVII secolo, ispirata a un'opera molto riprodotta dell'Algardi, il Crocifisso Pallavicini, copiato anche da scultori fiorentini quali Giovan Battista Foggini e Massimiliano Soldani Benzi. Alla base del tempietto un cartiglio con la seguente iscrizione alquanto corrosa: CRISTUS OBLATUS EST / PRO NOBIS. Il tabernacolo venne posto dai monaci di Monte Oliveto, che possedettero questa casa e la vicina chiesa di Sant'Apollinare, poi soppressa nel 1785 e demolita..
Al n. 16, all'angolo con via dell'Acqua, esiste un'edicola di modeste dimensioni, in pietra arenaria di stile barocco e di grazioso effetto, sormontata da una testa di Cherubino. In origine la nicchia doveva contenere un'immagine certamente di maggior formato e pregio di quella che ospita ora. Infatti, attualmente accoglie un bassorilievo in gesso policromo, recentemente restaurato, con l'immagine della Madonna col Bambino e San Giovannino: in secondo piano, quasi in una struttura piramidale, si stagliano due volti (uno raffigurante Sant'Anna, l'altro Gioacchino) attorno alla testa della Vergine la quale è assisa, con Gesù Bambino in grembo alla sua destra e dal lato opposto il libro aperto della sapienza, sorretto dalla mano sinistra del paffutello, sottostante San Giovannino in piedi. La formella, senza scomodare lo scultore Pierino da Vinci, è di una piacevole manifattura fiorentina del XVI secolo. È stato restaurato nel 2002 per le cure di Gennaro Grosso.
Sulla cantonata opposta, sulla facciata del palazzo dell'Anguillara al 14, si trova una nicchia in pietra serena incorniciata da arco e lesene, protegge una statuetta marmorea della Madonna con il Bambino. Le proporzioni ed il bel panneggio morbido del manto della Vergine che in piedi tiene in braccio il piccolo figlio, fanno pensare ad un artista fiorentino del Cinquecento; da alcune tracce di lumeggiatura d'oro ancora esistenti, si può desumere che una volta l'edicola fosse tutta dorata. Ai piedi della Madonna un'incisione, quale supplica dei passanti che le invocano protezione: ITER PARA TVTVM ("assicuraci un cammino sicuro"). È stato restaurato nel 1998 da Paola Rosa per le cure di Gennaro Grosso.

## Nella cultura di massa
Via dell'Anguillara n.2 è l'indirizzo (immaginario) dell'abitazione italiana di Martin Mystère, il detective dell'impossibile ideato dalla penna di Alfredo Castelli.